# It's a record
It's a record is het debuutalbum van de Noor Sergeant Petter, dat in 2003 werd uitgegeven door Excelsior Recordings.

## Opnamen
Petter Folkedal speelde eind jaren negentig in de popband Velouria. Na het uiteenvallen van de band in 2000, kreeg hij de kans om te werken aan solomateriaal, dat veelal geënt was op countrymuziek. Hij nam ruim de tijd voor de plaat, die hij opnam met The Sensible Twins, oftewel Kato Ådland en Hans-Petter Gundersen, die naast produceren ook meespelen op de plaat. Begin 2003 kwam de cd uit in Noorwegen, op Ådland en Gundersens eigen New Records. De plaat werd uitgebracht onder Folkedals artiestennaam Sergeant Petter.
Ferry Roseboom, labelmanager van Excelsior Recordings, ontving een tip over het album van een Belgische muziekpromotor. Hij beluisterde het album en besloot het, ondanks dat het geen eigen productie was, uit te geven in Nederland. De belangrijkste overweging was hierbij dat Excelsior schijnbaar de enige was, die dit album in Nederland zou willen uitgeven. Folkedal, die allanger fan was van Excelsior en dan met name de bands Daryll-Ann en Bauer, voelde zich vereerd met het aanbod en tekende bij het label. Sergeant Petter werd hiermee de eerste niet-Nederlandse act op Excelsior Recordings.
Op 18 augustus 2003 werd de plaat in Nederland uitgebracht. Als promotienummer werd het nummer Perfection naar voren geschoven. Er is vooral, gezien het soort muziek, geprobeerd het nummer op Radio 2 te pluggen. Het nummer werd niet officieel op single uitgebracht. Folkedal kwam in het najaar van 2003 met Ådland over naar Nederland voor een reeks optredens. Ze lieten zich bij deze optredens begeleiden door Jeroen Kleijn van Daryll-Ann en Diets Dijkstra en Maarten Kooijman van Johan.

## Muzikanten
- Petter Folkedal - zang, gitaar, banjo, piano, elektronisch orgel, mellotron, theremin, handclaps, synthesizer, sitar, Fender rhodes, harmonica, tamboerijn, Hammondorgel
- Hans-Petter Gundersen - pedal-steelgitaar, theremin
- Kato Ådland - basgitaar, gitaar, piano, Hammond, samples, mandoline
- Tarald Tvedten - drums, conga, tamboerijn

### Gastmuzikanten
- Raymond Tungesvik - drums
- Jørgen Sandvik - mandoline, zang
- David Chelsom Vogt - viool
- Bjarte Hundvin - percussie
- Kåre Opheim - handclaps
- Anitra Irrera - zang
- Helén Eriksen - saxofoon

## Tracklist
1. Let's play in D-major (Gundersen)
2. Perfection (Folkedal)
3. Flame (Folkedal)
4. Waiting song (Folkedal)
5. The amazing face of Grace (Folkedal)
6. City of greens (Folkedal)
7. No trouble (Folkedal)
8. How about 25? (Folkedal)
9. Tunes & rhthms (Folkedal/Fossen)
10. WUSLOYS (Folkedal)
11. Mediocre magic tricks (Folkedal)
12. Urban dreams (Folkedal)
13. Sparkle (Folkedal)
14. Let's play in C-major (Folkedal)
15. Drugstore (Folkedal)
16. Slowdown (Folkedal)
17. Time will tell (Folkedal)